# São João do Sabugi
São João do Sabugi is een gemeente in de Braziliaanse deelstaat Rio Grande do Norte. De gemeente telt 5.953 inwoners (schatting 2009).
De gemeente grenst aan Caicó, Várzea, Ipueira en Serra Negra do Norte.